# Вергуны
Вергуны (укр. Вергуни) — украинские кондитерские изделия из бездрожжевого теста, типа хвороста, куда входят мука, масло, яйца, сахар. Как заменитель масла, а чаще как добавочный компонент к вергунам примешивается очень малое количество молочных продуктов — молока, сметаны или сливок. Тесто для вергунов делают крутое.
От хвороста вергуны отличаются гораздо большим содержанием яиц, меньшим содержанием сахара и тем, что жарят их только на смальце.